# Železniční stanice Ra'anana ma'arav
Železniční stanice Ra'anana ma'arav (hebrejsky תחנת הרכבת רעננה מערב, Tachanat ha-rakevet Ra'anana ma'arav, doslova Železniční stanice Ra'anana západ) je železniční stanice (k roku 2018 zatím konečná stanice) na postupně prodlužované železniční trati Tel Aviv–Ra'anana v aglomeraci Tel Avivu v Izraeli.
Leží v centrální části Izraele v Izraelské pobřežní planině, v hustě osídleném regionu Guš Dan, v nadmořské výšce cca 50 metrů. Je situována do nově postaveného dopravního koridoru, který prochází východozápadním směrem mezi městy Kfar Saba, Ra'anana, Hod ha-Šaron a Herzlija a kterým kromě nové železniční trati vede i silniční spojení dálničního typu (silnice 531).
Pro veřejnost byla stanice otevřena počátkem července 2018 v rámci zprovoznění několikakilometrového nového železničního úseku z města Hod ha-Šaron do Ra'anany. Trať je zčásti vedena pod zemí a její součástí jsou složité inženýrské stavby. Stanice Ra'anana ma'arav je zatím konečnou stanicí, ale v plánu bylo další prodloužení tratě severozápadním směrem, podél severního okraje města Herzlija, čímž by se vytvořilo i napojení na pobřežní železniční trať a dále by se tak zkrátily dojezdové časy do okolních měst aglomerace.